# Everton FC
Everton FC är en engelsk professionell fotbollsklubb i Liverpool som spelar i Premier League. Klubben bildades 1878 och var tio år senare med om att bilda The Football League. Klubben är en av de fem mest framgångsrika i England och har blivit engelska ligamästare nio gånger samt vunnit FA-cupen fem gånger och Cupvinnarcupen en gång. Everton var den första klubben i England att nå 100 säsonger i högsta ligan och är fortfarande den klubb som spelat flest säsonger i Englands högsta fotbollsliga.
Evertons matchdress är blå tröja och vita byxor på hemmaplan och vit tröja och blå byxor på bortaplan.
Evertons största rival är lokalkonkurrenten Liverpool, som bildades efter en konflikt gällande hyran av Anfield, Evertons dåvarande hemmaarena. Detta skedde 1892, och sedan dess har Everton spelat sina hemmamatcher på Goodison Park som har en publikkapacitet på 40 569 åskådare.

## Historia

Klubbens ligaplaceringar från och med 1888.

Everton grundades 1878 som St. Domingo FC för att folk från församlingen i St. Domingo Methodist Church skulle kunna ägna sig åt idrott under vinterhalvåret (under sommaren spelades cricket). Ett år senare bytte klubben namn till Everton FC efter det omgivande området, eftersom folk som inte tillhörde församlingen ville delta. Klubben var med om att bilda The Football League 1888, och de tog sin första ligatitel säsongen 1890/91. Det blev seger i FA-cupen 1906 och ytterligare en ligatitel bärgades 1914/15, men det dröjde till 1927 innan Everton inledde sin första storhetstid. 1925 värvades Dixie Dean, som säsongen 1927/28 sköt klubben till dess tredje ligatitel genom att göra 60 mål på 39 ligamatcher, ett rekord som fortfarande står sig. Evertons attraktiva spelstil ledde till att Steve Bloomer kallade laget "scientific" 1928, vilket antas ha inspirerat till smeknamnet "The School of Science".
Två år senare flyttades Everton ned till Division Två, men vann där serien och gick upp på första försöket. Under återkomsten till förstadivisionen, säsongen 1931/32, vanns ligan för fjärde gången. Året efter tog klubben sin andra seger i FA-cupen efter finalseger med 3–0 över Manchester City. Framgångseran avslutades säsongen 1938/39, då Everton tog sin femte ligatitel. På grund av andra världskriget ställdes ligaspelet in, och när det återupptogs 1946 hade laget splittrats upp. Det blev nedflyttning till Division Två igen säsongen 1950/51 och laget tog sig inte tillbaka förrän 1954, då laget hade slutat på andra plats. Everton har alltsedan dess spelat i högstadivisionen.
Evertons andra framgångsrika period inleddes när Harry Catterick utsågs till manager 1961. Under hans andra säsong i klubben, 1962/63, vann Everton ligan och 1966 besegrades Sheffield Wednesday med 3–2 i FA-cupfinalen. Två år senare tog sig laget återigen till final i FA-cupen, men blev då förlust mot West Bromwich Albion på Wembley. Ett år senare, säsongen 1969/70, tog Everton ytterligare en ligatitel efter att ha slutat nio poäng före tvåan Leeds United. Under de följande säsongerna däremot slutade laget på fjortonde, femtonde, sjuttonde och sjunde plats i ligan. Catterick lämnade klubben och Everton lyckades inte vinna några fler titlar under 1970-talet. Visserligan slutade laget på tredje plats säsongen 1977/78 och på fjärde plats året efter, men managern Gordon Lee sade upp sig 1981 efter att Everton halkat efter i tabellen.
Howard Kendall tog över som manager och ledde klubben till sin mest framgångsrika period. På inhemsk mark vann Everton FA-cupen 1984 och två ligatitlar säsongerna 1984/85 och 1986/87. 1985/86 kom laget också på andra plats efter lokalkonkurrenten Liverpool, både i ligan och FA-cupen. Det blev även förlust mot Liverpool i ligacupfinalen 1984 och FA-cupfinalen 1989. I Europa tog Everton sin första och enda seger i Cupvinnarcupen 1985, efter att exempelvis ha besegrat mot Bayern München med 3–1 i semifinalen (en match som röstats fram som den bästa i Evertons historia). I finalen besegrades österrikiska Rapid Wien med samma siffror. Laget hade även vunnit ligan denna säsong och var nära att ta hem en trippel, men i FA-cupfinalen blev det förlust mot Manchester United.
Efter katastrofen på Heyselstadion blev engelska lag avstängda från europeiskt cupspel, och Everton fick därmed inte chansen att vinna ytterligare titlar i Europa. Laget löstes till stora delar upp i samband med avstängningen. Kendall flyttade till Athletic Bilbao efter ligasegern 1987 och ersattes av dennes assistent Colin Harvey. Everton var med om att bilda FA Premier League 1992, men hade problem att hitta rätt manager. Howard Kendall hade kommit tillbaka 1990, men kunde inte återupprepa de tidigare framgångarna, medan hans efterträdare Mike Walker var den statistiskt sett minst framgångsrike tränaren. När den förre Evertonspelaren Joe Royle tog över 1994 lyckades han hålla laget borta från nedflyttningsstrecket och ledde även klubben till seger i FA-cupen efter att ha besegrat Manchester United med 1–0 i finalen. Segern gav laget en plats i Cupvinnarcupen, som därmed fick spela europeiskt cupspel för första gången sedan Heyselkatastrofen. Under säsongen 1995/96 fortsatte laget att utvecklas, och klättrade till sjätte plats i tabellen.
Följande säsong, 1996/97, slutade laget på femtonde plats och då hade Royle sagt upp sig i mars, varefter lagkaptenen Dave Watson tog över som manager tillfälligt och hjälpte klubben till förnyat kontrakt i Premier League. 1997 anställdes Howard Kendall som manager för tredje gången, men Everton slutade vidare på sjuttonde plats och höll sig kvar i Premier League av bättre målskillnad än Bolton Wanderers. Walter Smith tog över efter Kendall sommaren 1998, men laget slutade på undre halvan i tabellen tre år i rad.
I mars 2002 fick Smith sparken och ersättaren David Moyes ledde efter det klubben till sjunde, sjuttonde, fjärde och elfte plats i ligan. Fjärdeplatsen är Evertons högsta i Premier League, och under Moyes ledning slog Wayne Rooney igenom innan han såldes till Manchester United för klubbrekordet 23 miljoner pund. Moyes värvade även de två dyraste spelarna i Evertons historia; i januari 2005 värvades James Beattie för 6 miljoner pund och sommaren 2006 värvades Andy Johnson för 8,6 miljoner pund. Moyes utropade Everton som "The People's Club", något som har antagits som ett semi-officiellt smeknamn.

## Matchställ
Under de första åren spelade Everton i olika färger; från början i blåvitrandiga tröjor, men när nya spelare kom till klubben och fortsatte att använda sina gamla lags tröjor uppstod förvirring. Därför beslutades det att tröjorna skulle färgas svarta för att spara på kostnaderna. Resultatet blev dock inte helt lyckat och det lades därför till ett diagonalt band i rött.
När klubben flyttade till Goodison Park 1892 spelade laget från början i laxrosa tröjor och blå byxor innan det byttes till rubinröda tröjor och mörkblå byxor. Den kungsblå tröjan med de vita byxorna som används idag introducerades säsongen 1901/02. I bortamatcher mot lag som också har vita byxor uppträder dock Everton oftast i helblått. Färgen på strumporna har under åren alternerat mellan blått och vitt.
Genom åren har Everton i huvudsak använt två olika färgkombinationer för sitt reservställ. Vissa år har laget haft gula tröjor med antingen blå eller gula byxor. Andra år har grå eller vita tröjor använts tillsammans med blå, svarta eller grå byxor.

## Hemmaarena
Everton spelade ursprungligen på en plan i Stanley Parks sydöstra hörn. Efter säsongen 1882/83 flyttade klubben till en arena vid Priory Road, som hade både läktare och omklädningsrum. Markägaren tröttnade dock snart på de många fotbollssupportrarna, och Everton flyttade till Anfield där klubben kom att spela fram till 1892. Efter att Everton blivit ligamästare fördubblade Anfields ägare hyran, och klubben valde att flytta därifrån. Klubben hyrde mark på den norra sidan av Stanley Park, där Goodison Park kom att byggas. Goodison Park var den första fotbollsarenan i England med eluppvärmd plan. Den var även först med att få läktare i två våningar på alla fyra sidor runt planen.
Under 2000-talet har Everton börjat planera för en ny arena. År 2003 avslogs en ansökan om att få bygga en arena i King's Dock med plats för 55 000 åskådare efter att klubben inte lyckats få fram de 30 miljoner pund som krävdes för att delfinansiera projektet. Året efter lades förhandlingar ner om att dela en ny arena tillsammans med Liverpool i Stanley Park. I juni 2006 meddelades att Everton inlett förhandlingar med styrelsen i Knowsley om att bygga en ny arena med plats för 55 000 åskådare i Kirkby.

## Spelare

### Truppen
Enligt klubbens officiella webbplats :
Senast uppdaterad 13 augusti 2025.
| 1  | England | Jordan Pickford | 7 mars 1994     | Sunderland (-17)  |
| 12 | Irland  | Mark Travers    | 18 maj 1999     | Bournemouth (-25) |
| 53 | England | Harry Tyrer     | 6 december 2001 | Everton FC        |

| 2  | Skottland | Nathan Patterson   | 16 oktober 2001  | Rangers (-22)         |
| 5  | England   | Michael Keane      | 11 januari 1993  | Burnley (-17)         |
| 6  | England   | James Tarkowski    | 19 november 1992 | Burnley (-22)         |
| 15 | Irland    | Jake O'Brien       | 15 maj 2001      | Lyon (-24)            |
| 16 | Ukraina   | Vitalij Mykolenko  | 29 maj 1999      | Dynamo Kiev (-22)     |
| 23 | Irland    | Séamus Coleman     | 11 oktober 1988  | Sligo Rovers (-09)    |
| 32 | England   | Jarrad Branthwaite | 27 juni 2002     | Carlisle United (-20) |
| 39 | Marocko   | Adam Aznou         | 2 juni 2006      | Bayern München (-25)  |

| 18 | England   | Jack Grealish (lån)   | 10 september 1995 | Manchester City (-25)     |
| 22 | England   | Kiernan Dewsbury-Hall | 6 september 1998  | Chelsea (-25)             |
| 24 | Argentina | Carlos Alcaraz        | 30 november 2002  | Flamengo (-25)            |
| 27 | Senegal   | Idrissa Gueye         | 26 september 1989 | Paris Saint-Germain (-22) |
| 37 | England   | James Garner          | 13 mars 2001      | Manchester United (-22)   |
| 42 | England   | Tim Iroegbunam        | 30 juni 2003      | Aston Villa (-24)         |
| 45 | England   | Harrison Armstrong    | 19 januari 2007   | Everton FC                |

| 7  | England       | Dwight McNeil    | 22 november 1999 | Burnley (-22)    |
| 9  | Guinea-Bissau | Beto             | 31 januari 1998  | Udinese (-23)    |
| 10 | Senegal       | Iliman Ndiaye    | 6 mars 2000      | Marseille (-24)  |
| 11 | Frankrike     | Thierno Barry    | 21 oktober 2002  | Villarreal (-25) |
| 17 | Portugal      | Youssef Chermiti | 24 maj 2004      | Sporting (-23)   |

#### Utlånade spelare
| Nr | Land | Pos | Namn |
| -- | ---- | --- | ---- |

| Nr | Land | Pos | Namn |
| -- | ---- | --- | ---- |

### Utvecklingslag
| Nr | Land          | Pos | Namn                     |
| -- | ------------- | --- | ------------------------ |
| 45 | England       | MF  | Harrison Armstrong (-07) |
| 48 | England       | F   | William Tamen (-06)      |
| 49 | Wales         | A   | Omari Benjamin (-05)     |
| 50 | England       | MV  | George Pickford (-07)    |
| 54 | England       | F   | Jack Butler (-05)        |
| 57 | England       | MF  | Charlie Whitaker (-03)   |
| 63 | Slovenien     | MV  | Žan-Luk Leban (-02)      |
| 67 | Nederländerna | A   | Martin Sherif (-06)      |
| 69 | Skottland     | MF  | Luke Butterfield (-03)   |
| 75 | England       | F   | Roman Dixon (-04)        |
| 76 | England       | F   | Jack Tierney (-05)       |
| 77 | England       | F   | Odin Samuels-Smith (-06) |
| 79 | England       | MF  | Owen Barker (-05)        |

| Nr | Land       | Pos | Namn                       |
| -- | ---------- | --- | -------------------------- |
| 83 | England    | MF  | Isaac Heath (-04)          |
| 85 | Nordirland | MF  | Jack Patterson (-05)       |
| 91 | England    | A   | Jacob Beaumont-Clark (-05) |
| 92 | England    | MF  | Callum Bates (-05)         |
| -  | England    | F   | Bradley Moonan (-06)       |
| -  | Tyskland   | A   | Coby Ebere (-05)           |
| -  | Nordirland | MV  | Fraser Barnsley (-04)      |
| -  | Ghana      | A   | Kingsford Boakye (-04)     |
| -  | Skottland  | MF  | Matthew Apter (-05)        |
| -  | England    | F   | Reece Welch (-03)          |
| -  | Nordirland | MF  | Sean McAllister (-02)      |
| -  | England    | MF  | Stanley Mills (-03)        |

#### Utlånade spelare
| Nr | Land    | Pos | Namn                                                |
| -- | ------- | --- | --------------------------------------------------- |
| -  | England | F   | Elijah Campbell (i Ross County till 31 maj 2025)    |
| -  | Gambia  | MF  | Francis Gomez (i Lyon B till 30 juni 2025)          |
| -  | England | A   | Francis Okoronkwo (i Salford City till 31 maj 2025) |

| Nr | Land    | Pos | Namn                                                |
| -- | ------- | --- | --------------------------------------------------- |
| -  | England | MF  | Jenson Metcalfe (i Chesterfield till 31 maj 2025)   |
| -  | England | MF  | Tyler Onyango (i Stockport County till 31 maj 2025) |

### Akademilag
| Nr | Land    | Pos | Namn                      |
| -- | ------- | --- | ------------------------- |
| -  | England | MV  | Douglass Lukjanciks (-07) |
| -  | England | MV  | Goodness Gospel-Eze (-08) |
| -  | Wales   | F   | Aled Thomas (-06)         |
| -  | England | F   | Freddie Freedman (-07)    |
| -  | England | F   | George Finney (-07)       |
| -  | England | F   | Joshua van Schoor (-06)   |
| -  | England | F   | Louis Poland ()           |
| -  | England | F   | Luca Davis (-06)          |
| -  | England | F   | Rocco Lambert ()          |
| -  | England | MF  | Demi Akarakiri (-08)      |

| Nr | Land       | Pos | Namn                  |
| -- | ---------- | --- | --------------------- |
| -  | England    | MF  | Harvey Foster (-07)   |
| -  | England    | MF  | Joel Catesby (-06)    |
| -  | England    | MF  | Justin Clarke ()      |
| -  | Wales      | MF  | Luis Gardner (-08)    |
| -  | England    | MF  | Melvin Matos ()       |
| -  | Nordirland | A   | Braiden Graham (-07)  |
| -  | Skottland  | A   | Ceiran Loney (-08)    |
| -  | Skottland  | A   | Charlie Stewart (-08) |
| -  | Wales      | A   | George Morgan (-06)   |
| -  | England    | A   | Kean Wren (-07)       |

#### Utlånade spelare
| Nr | Land | Pos | Namn |
| -- | ---- | --- | ---- |

### Tidigare profiler
Inför säsongen 2003/04 röstades Evertons supportrar fram följande lag som det bästa i klubbens historia, detta som en del i klubbens 125-årsjubileum.
- Neville Southall (1981–1997)
- Gary Stevens (1982–1989)
- Brian Labone (1958–1971)
- Kevin Ratcliffe (1980–1991)
- Ray Wilson (1964–1969)
- Trevor Steven (1983–1990)
- Alan Ball (1966–1971)
- Peter Reid (1982–1989)
- Kevin Sheedy (1982–1992)
- Dixie Dean  (1925–1937)
- Graeme Sharp (1980–1991)

### Svenska spelare
Notera att endast ligamatcher är medräknade.
| Namn                 | Årtal     | Matcher | Mål |
| -------------------- | --------- | ------- | --- |
| Stefan Rehn          | 1989–1990 | 4       | 0   |
| Anders Limpar        | 1994–1997 | 66      | 5   |
| Niclas Alexandersson | 2000–2004 | 58      | 4   |
| Jesper Blomqvist     | 2001–2002 | 15      | 1   |
| Tobias Linderoth     | 2002–2004 | 40      | 0   |

Även AIK-målvakten Bengt Kjell spelade två matcher i Everton då lagets ordinarie målvakt skadat sig under Sverigeturnén år 1950.

## Dyraste nyförvärv och försäljningar

### Topp 10 dyraste nyförvärv
Spelare i fet stil är fortfarande aktiva i Everton FC.
Senast uppdaterad 12 maj 2015
| Rank | Spelare               | Från             | Datum            | Övergångssumma  |
| ---- | --------------------- | ---------------- | ---------------- | --------------- |
| 1    | Romelu Lukaku         | Chelsea          | 30 juli 2014     | 31 120 000 pund |
| 2    | Marouane Fellaini     | Standard Liege   | 2 september 2008 | 19 150 000 pund |
| 3    | Yakubu Aiyegbeni      | Middlesbrough    | 30 augusti 2007  | 14 520 000 pund |
| 4    | James McCarthy        | Wigan Athletic   | 2 september 2013 | 13 460 000 pund |
| 5    | Andy Johnson          | Crystal Palace   | 1 juli 2006      | 9 680 000 pund  |
| 6    | Dinijar Biljaletdinov | Lokomotiv Moskva | 25 augusti 2009  | 8 800 000 pund  |
| 7    | Andy van der Meyde    | Inter            | 1 juli 2005      | 7 920 000 pund  |
| 7    | James Beattie         | Southampton      | 4 januari 2005   | 7 920 000 pund  |
| 9    | Nick Barmby           | Middlesbrough    | 1 oktober 1996   | 7 040 000 pund  |
| 10   | Kevin Mirallas        | Olympiakos       | 19 augusti 2012  | 6 730 000 pund  |

### Topp 10 dyraste försäljningar
Senast uppdaterad 12 maj 2015
| Rank | Spelare           | Till              | Datum            | Övergångssumma  |
| ---- | ----------------- | ----------------- | ---------------- | --------------- |
| 1    | Wayne Rooney      | Manchester United | 31 augusti 2004  | 32 560 000 pund |
| 2    | Marouane Fellaini | Manchester United | 2 september 2013 | 28 510 000 pund |
| 3    | Joleon Lescott    | Manchester City   | 25 augusti 2009  | 24 200 000 pund |
| 4    | Francis Jeffers   | Arsenal           | 1 juli 2001      | 13 460 000 pund |
| 5    | Jack Rodwell      | Manchester City   | 12 augusti 2012  | 13 200 000 pund |
| 6    | Andy Johnson      | Fulham            | 7 augusti 2008   | 11 700 000 pund |
| 7    | Mikel Arteta      | Arsenal           | 31 augusti 2011  | 10 560 000 pund |
| 8    | Duncan Ferguson   | Newcastle United  | 1 januari 1999   | 9 420 000 pund  |
| 9    | Michael Ball      | Rangers           | 1 juli 2001      | 8 580 000 pund  |
| 10   | Nick Barmby       | Liverpool         | 1 juli 2000      | 7 920 000 pund  |

## Tränare
Evertons samtliga tränare. Siffrorna står för antal matcher (endast tävlingsmatcher), vinster, oavgjorda och förluster. Att W.J. Sawyer har noll matcher beror på att det under första världskriget inte spelades några officiella liga- eller cupmatcher.
| Namn               | Nat           | Period                                                               | M          | V         | O        | F        |
| ------------------ | ------------- | -------------------------------------------------------------------- | ---------- | --------- | -------- | -------- |
| W.E. Barclay       | England       | augusti 1888–maj 1889                                                | 22         | 9         | 11       | 2        |
| Dick Molyneux      | England       | augusti 1889–maj 1901                                                | 386        | 194       | 128      | 64       |
| William C. Cuff    | England       | augusti 1901–maj 1918                                                | 577        | 275       | 192      | 110      |
| W.J. Sawyer        | England       | augusti 1918–maj 1919                                                | 0          | 0         | 0        | 0        |
| Thomas H. McIntosh | England       | augusti 1919–maj 1935                                                | 719        | 286       | 254      | 179      |
| Theo Kelly         | England       | maj 1936–september 1948                                              | 234        | 101       | 91       | 42       |
| Cliff Britton      | England       | augusti 1948–februari 1956                                           | 344        | 125       | 127      | 92       |
| Ian Buchan         | Skottland     | februari 1956–oktober 1958                                           | 116        | 38        | 54       | 24       |
| Johnny Carey       | Irland        | oktober 1958–april 1961                                              | 121        | 50        | 50       | 21       |
| Harry Catterick    | England       | april 1961–april 1973                                                | 570        | 260       | 156      | 154      |
| Thomas Eggleston+  | England       | april 1973–maj 1973                                                  | 5          | 1         | 2        | 2        |
| Billy Bingham      | Nordirland    | maj 1973–oktober 1977                                                | 155        | 57        | 47       | 51       |
| Steve Burtenshaw+  | England       | januari 1977                                                         | 3          | 0         | 2        | 1        |
| Gordon Lee         | England       | januari 1977–maj 1981                                                | 212        | 80        | 63       | 69       |
| Howard Kendall     | England       | maj 1981–juni 1987, november 1990–december 1993, juni 1997–juli 1998 | 307 153 42 | 165 57 11 | 72 57 18 | 70 39 13 |
| Colin Harvey       | England       | juni 1987–september 1990                                             | 169        | 71        | 45       | 52       |
| Jimmy Gabriel+     | Skottland     | november 1990 december 1993–januari 1994                             | 1 7        | 1 0       | 0 1      | 0 6      |
| Mike Walker        | England       | januari 1994–augusti 1994                                            | 13         | 5         | 4        | 4        |
| Joe Royle          | England       | november 1994–mars 1997                                              | 118        | 47        | 35       | 36       |
| Dave Watson*+      | England       | mars 1997–maj 1997                                                   | 7          | 1         | 3        | 3        |
| Walter Smith       | Skottland     | juli 1998–mars 2002                                                  | 168        | 53        | 50       | 65       |
| David Moyes        | Skottland     | mars 2002–maj 2013                                                   | 516        | 217       | 139      | 160      |
| Roberto Martínez   | Spanien       | juni 2013–juni 2016                                                  | 140        | 60        | 39       | 41       |
| Ronald Koeman      | Nederländerna | juni 2016-oktober 2017                                               | 58         | 24        | 14       | 20       |
| Sam Allardyce      | England       | november 2017-maj 2018                                               | 26         | 10        | 7        | 9        |
| Marco Silva        | Portugal      | maj 2018-5 december 2019                                             | 60         | 24        | 12       | 24       |
| Duncan Ferguson+   | Skottland     | 5 december 2019-21 december 2019                                     | 4          | 1         | 3        | 0        |
| Carlo Ancelotti    | Italien       | 21 december 2019-1 juni 2021                                         | 67         | 31        | 14       | 22       |
| Rafael Benítez     | Spanien       | 30 juni 2021-16 januari 2022                                         | 22         | 7         | 5        | 10       |

* Spelande tränare
+ Tillförordnad tränare

## Meriter
- Engelska mästare: 1891, 1915, 1928, 1932, 1939, 1963, 1970, 1985, 1987
- Division två: 1931
- FA-cupen: 1906, 1933, 1966, 1984, 1995
- Charity Shield: 1928, 1932, 1963, 1970, 1984, 1985, 1986 (delad), 1987, 1995
- Cupvinnarcupen: 1985

## Klubbrekord och statistik
Neville Southall innehar rekordet för störst antal matcher i Everton; 751 A-lagsmatcher mellan 1981 och 1997. Förre mittbacken och lagkaptenen Brian Labone ligger på andra plats med sina 534 matcher. Den spelare som tillhört klubben under längst tid är målvakten Ted Sagar som under 23 år, 1929–1953, spelade 495 matcher. Klubbens bäste målskytt är Dixie Dean, som gjorde 383 mål. Näst bäste målskytt är Graeme Sharp med 159 mål. Dean innehar fortfarande det engelska rekordet för flest ligamål under en säsong, 60 stycken.
Evertons publikrekord på hemmaplan är 78 299 och sattes i en match mot Liverpool den 18 september 1948. (Sedan arenan byggdes om till att enbart ha sittplatser är maxkapaciteten drygt 40 000 åskådare.)

### Skyttekungar
Everton är den klubb i England som haft flest skyttekungar i den högsta divisionen. Tolv gånger har spelare från Everton vunnit skytteligan i den engelska högstadivisionen. Dessutom blev Dixie Dean skyttekung i division två säsongen 1930/31 med 39 mål.
| Säsong  | Spelare         | Mål |
| ------- | --------------- | --- |
| 1893/94 | Jack Southworth | 27  |
| 1901/02 | Jimmy Settle    | 18  |
| 1906/07 | Alf Young       | 28  |
| 1908/09 | Bert Freeman    | 38  |
| 1914/15 | Bobby Parker    | 35  |
| 1923/24 | W. Chadwick     | 28  |
| 1927/28 | Dixie Dean      | 60  |
| 1931/32 | Dixie Dean      | 44  |
| 1937/38 | Tommy Lawton    | 38  |
| 1938/39 | Tommy Lawton    | 35  |
| 1977/78 | Bob Latchford   | 30  |
| 1985/86 | Gary Lineker    | 30  |

## Övrigt[19]
- Publikrekord: 78 299 mot Liverpool (1948)
- Största seger: 11-2 mot Derby County (1890)
- Största förlust:
- Flest ligamatcher:
- Flest ligamål:
- Meste spelare genom tiderna: Neville Southall, 750 stycken
- Meste målgörare genom tiderna:  Dixie Dean, 383 mål
- Flest mål på en säsong: Dixie Dean, 60 mål (1927/1928)
- Flest landskamper under tid i klubben: Neville Southall, 91 landskamper (Wales)

## Kända supporters
- Amanda Holden
- Sylvester Stallone
- Nicola Roberts
- John Parrott
- Liz McClarnon
- Paul McCartney